# Сусаг (цар)
Сусаг (осет. susæg/sosæg секретний) — цар одного з сармато-аланських племен з Наддунав'я або Надчорномор'ї, що жив біля 102 року. Ймовірно брав участь у війні Дакії проти Риму.

## Етимологія
Ім'я Сусаг присутнє в осетинській мові у вигляді sūsæg/sosæg у значенні «таємний», «прихований», «секретний». Це осетинське слово є похідним від sūs/sos у значенні «мовчання», «безмовність» за допомогою форманту -æg.

## Історія
За словами Плінія Молодшого з листа до римського імператора Траяна, Сусаг зустрічався з дакійським царем Децебалом після походу у Нижню Мезію взимку 101/102 років, передавши йому частину здобичі:
|  | Пліній імператору Траяну. Апулей, володаре, солдат з Нікомедійського поста, написав мені, що якийсь Каллідром, якого намагалися затримати хлібники Максим й Діонісій, як того хто найнявся до них на роботу, кинувся до твоєї статуї, а коли його привели до магістратів, показав, що він був колись рабом у Лаберія Максима, захоплений був у Мезії Сусагом в полон й відправлений Децебалом в подарунок парфянському цареві Пакорі, багато років перебував у нього на службі, а потім втік й опинився в Нікомедії. |

Є думка, що Сусаг був царем роксолан. Однак існує припущення, що він був правителем наддонських алан-танаїтів.